# Gina Jaramillo
Georgina Jaramillo Mandujano (México, 1982), es una historiadora del arte, gestora cultural, locutora y escritora de libros infantiles. Es conductora del programa “Vamos Tranqui” en Radio Chilango (105.3 fm). Es curadora y desarrolladora de contenidos del Encuentro Internacional de Infancias y Juventudes Libres, Diversas y Creadoras de la Cátedra José Emilio Pacheco de la UNAM. 

## Trayectoria
Estudió la Licenciatura y la Maestría en Historia del arte. De 2020 a 2023 fue directora general de Chilango. Es co-fundadora de las librerías La Morajela - enfocada en literatura independiente y Orion Kids Mx- especializada en literatura para las infancias libres. Fundadora del colectivo Niñeces Presentes, un espacio que se abre a la reflexión sobre educación, inclusión e intercambio de ideas, donde los protagonistas son les niñes. En 2019 participó en TED Talks con la platica “Mujeres  en la historia del arte en México” y en 2022 con la charla "Infancias libres, el futuro es ahora". 
Ha colaborado con museos como el Museo Universitario del Chopo, Museo Tamayo, Museo Jumex y Centro de Cultura Digital. 
Cuenta con una amplia trayectoria en la gestión cultural y en proyectos curatoriales de arte contemporáneo. Ha escrito ensayos y artículos sobre infancias libres para diversos medios como la Revista de la Universidad. Fue Jefa de contenidos culturales en Ibero 90.9 y locutora titular de Readymade, programa cultural, de 2013 a 2023. Actualmente es colaboradora de WRadio en el programa Así las Cosas, participa en el podcast Cháchara Literaria y es conductora del programa matutino Vamos Tranqui en Radio Chilango el cual se transmite en vía streaming y FM en vivo.  
Su compromiso desde los medios de comunicación es ampliar la agenda en temas de diversidad sexual, género, infancias libres y arte contemporáneo. Bajo la premisa: "Esto lo tiene que conocer más gente,” fundó la agencia de comunicación cultural, curaduría y relaciones públicas Despacho de Proyectos. Desde este espacio participó en iniciativas creativas y festivales como MUTEK.MX, Raymond Stock, OFFF.MX, SITAC -Simposio Internacional de Teoría y Arte Contemporáneo-, Fundación Jumex Arte Contemporáneo, Germinal y El Asunto. 

## Obras
| Obras publicadas                                              | Editorial            | Fecha          |
| ------------------------------------------------------------- | -------------------- | -------------- |
| “El Guardian de los quesos"                                   | Penguin Random House | noviembre 2023 |
| "Cositas y Duna: Una aventura por la tierra y la imaginación" | Penguin Random House | julio 2021     |
| "El sueño de Andrés"                                          | Alfaguara Infantil   | enero 2021     |

Además, ha participado en las antologías: "Mucha Madre" (Ed. Almadia, mayo 2021) y "Presidenta: Más de 100 mujeres te escriben" (Ed. Oceano, marzo 2024).  